# محطة قطار الجزائر
محطة الجزائر هي محطة قطارات ببلدية القصبة في ولاية الجزائر تقع قرب قصبة الجزائر وميناء الجزائر، وتنطلق منها أنواع عديدة من القطارات على اختلاف درجاتها إلى جميع نواحي الجزائر · .

## تاريخ
يرجع تاريخ إنشاء محطة قطار الجزائر إلى النصف الثاني من القرن التاسع عشر حينما تم تدشينها مع محطة قطار البليدة في يوم 15 أغسطس 1862م بالموازاة مع استلام أول خط سكة حديد طوله 50 كلم يربط مدينة الجزائر بمدينة البليدة · .
وكان المهندس المعماري شارل فريديريك شاسيريو [الفرنسية] هو الذي قام بتصميم مبنى هذه المحطة عند إنشائها الأول.
وتم البدء في إنشاء محطة قطار الجزائر أثناء الاحتلال الفرنسي للجزائر مباشرة بعد إقرار المرسوم الإمبراطوري بتاريخ 8 أبريل 1857م القاضي بإنجاز خط سكة حديد من الجزائر إلى وهران.
وتكفلت شركة السكك الحديدية الجزائرية [الفرنسية] بإنجاز هذا المشروع وفق صيغة امتياز استغلال سكة حديد [الفرنسية] بواسطة عقدين بتاريخ 20 جوان 1860م و11 جويلية 1860م.
وكان نابليون الثالث قد أمر في العام 1858م بتهيئة الأرضية الممتدة من قصبة الجزائر إلى غاية بوفاريك تحضيراً لإنجاز سكة حديد.
وتم إنهاء بناء محطة قطار الجزائر وتدشينها في العام 1865م أثناء إنجاز خط سكة حديد من الجزائر إلى وهران.
وبدأ استغلال خط سكة الحديد من الجزائر إلى البليدة فعلياً ابتداء من 8 سبتمبر 1862م بالنسبة لقطار السلع [الفرنسية]، ثم في 25 أكتوبر 1862م بالنسبة لقطار المسافرين [الفرنسية].
وتمت إعادة تشييد محطة قطار الجزائر في بداية القرن العشرين لتبقى على نفس الشكل إلى غاية العام 2016م · .
ويعود تسمية (محطة الآغا) الشهيرة بالجزائر العاصمة للشهيد الاغا محمد بن ضيف مكان الذي استشهد إثر عملية غادرة نفذها مستوطنون فرنسيون متطرفون في مطلع القرن الماضي، وللعلم أن هذا الرجل ينحدر من عائلة بن الضيف الكبيرة المعروفة في مدينة بوسعادة وبالضبط من واد الشعير (بلدية محمد بوضياف) حاليا محطة آغا سميت بإسمه وذلك بشهادة المؤرخ الجزائري : بلقاسم باباسي (رئيس مؤسسة القصبة بالعاصمة الجزائر).

## الخطوط والمحطات الموصولة

### خط سكة حديد من القصبة إلى الحراش
|  |   |  | محطات القطار | البلديات   | الربط بالقطار والترامواي    | الربط بالمترو |
|  | - |  | ------------ | ---------- | --------------------------- | --- |
|  | ● |  | الجزائر      | القصبة     | • عين البنيان • زرالدة      | • محطة مترو بن باديس • محطة مترو ساحة الشهداء                                                                                        |
|  | ● |  | آغا          | سيدي امحمد |                             | • محطة مترو خليفة بوخالفة [الفرنسية] • محطة مترو تافورة                                                                              |
|  | ● |  | الورشات      | بلوزداد    |                             | • محطة مترو حديقة التسلية [الفرنسية] • محطة مترو الحامة [الفرنسية] • محطة مترو عيسات إيدير [الفرنسية] • محطة مترو أول ماي [الفرنسية] |
|  | ● |  | حسين داي     | حسين داي   |                             | • محطة مترو البحر والشمس [الفرنسية] • محطة مترو حي عميروش [الفرنسية] • محطة مترو المعدومين [الفرنسية]                                |
|  | ● |  | المقارية     | المقارية   |                             | • محطة مترو باش جراح 1 [الفرنسية] • محطة مترو باش جراح 2 [الفرنسية] • محطة مترو حي البدر [الفرنسية]                                  |
|  | ● |  | الحراش       | الحراش     | • جسر قسنطينة • وادي السمار | • محطة مترو قطار الحراش [الفرنسية] • محطة مترو وسط الحراش [الفرنسية]                                                                 |

- وهران
- قسنطينة
- مطار الجزائر
- زرالدة
- تيزي وزو

## مكتبة الصور

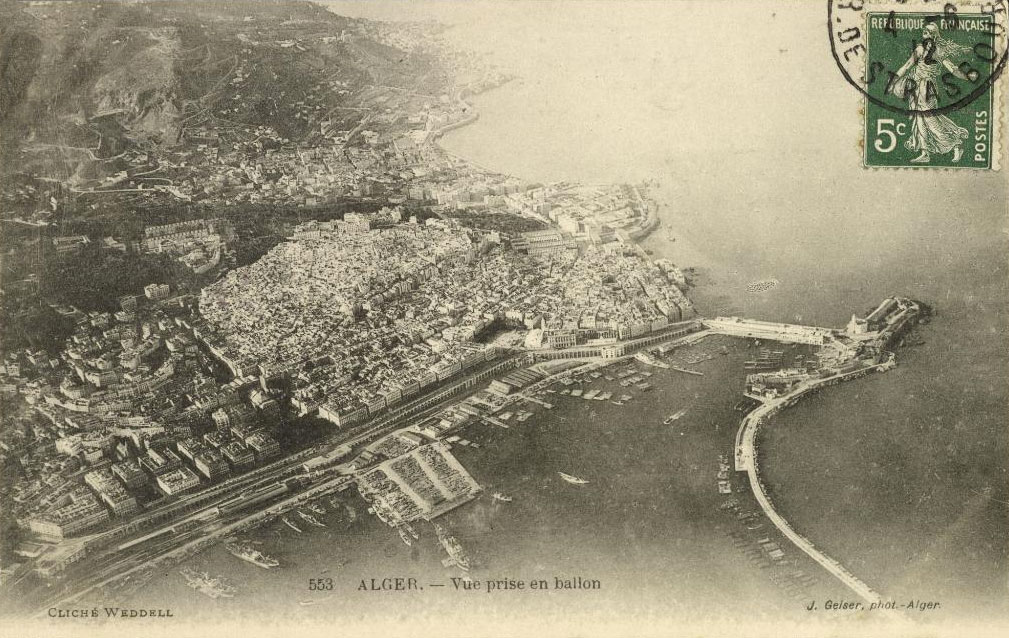
محطة قطار القصبة (1912م)
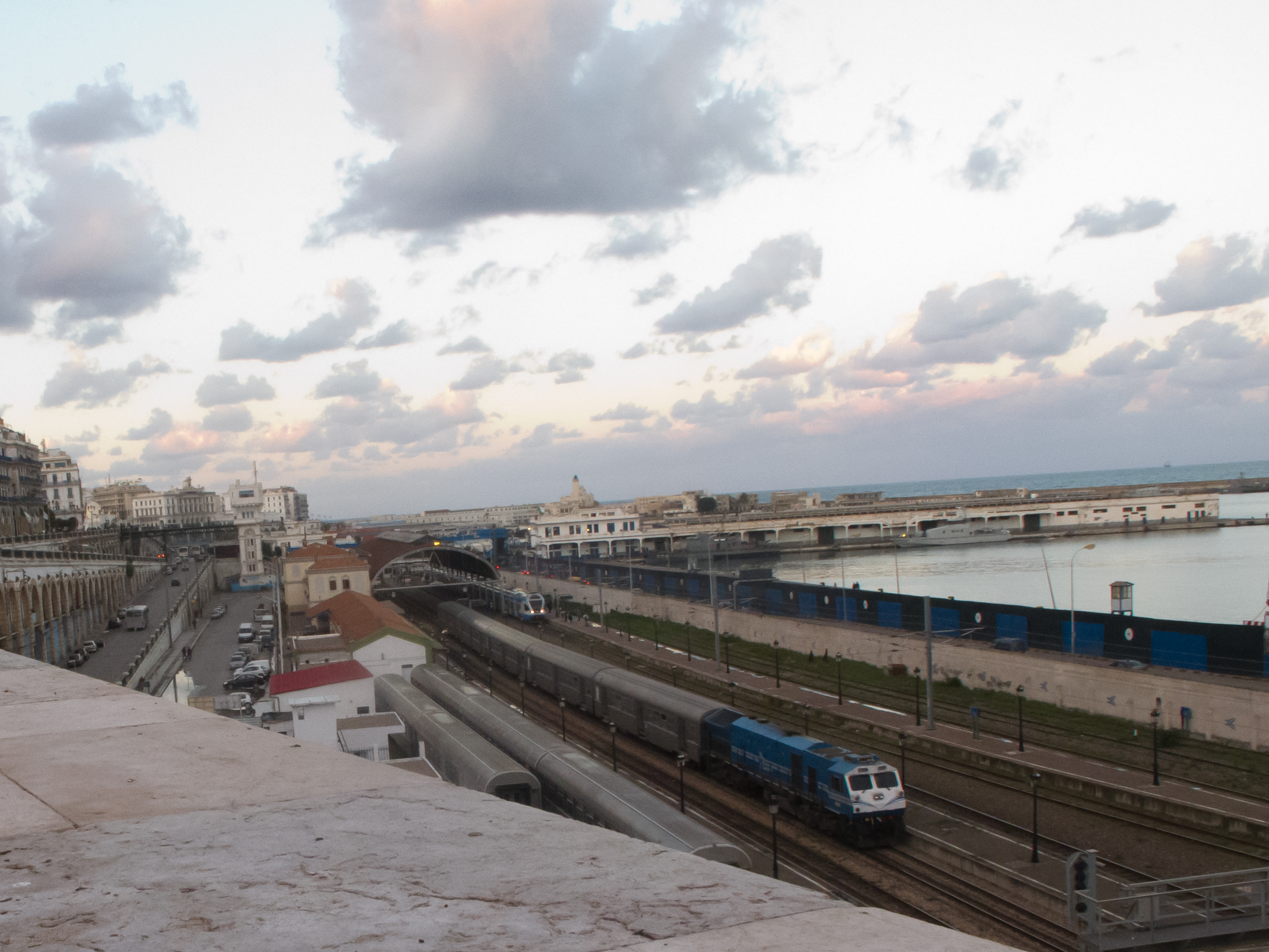
محطة قطار القصبة (2010م)
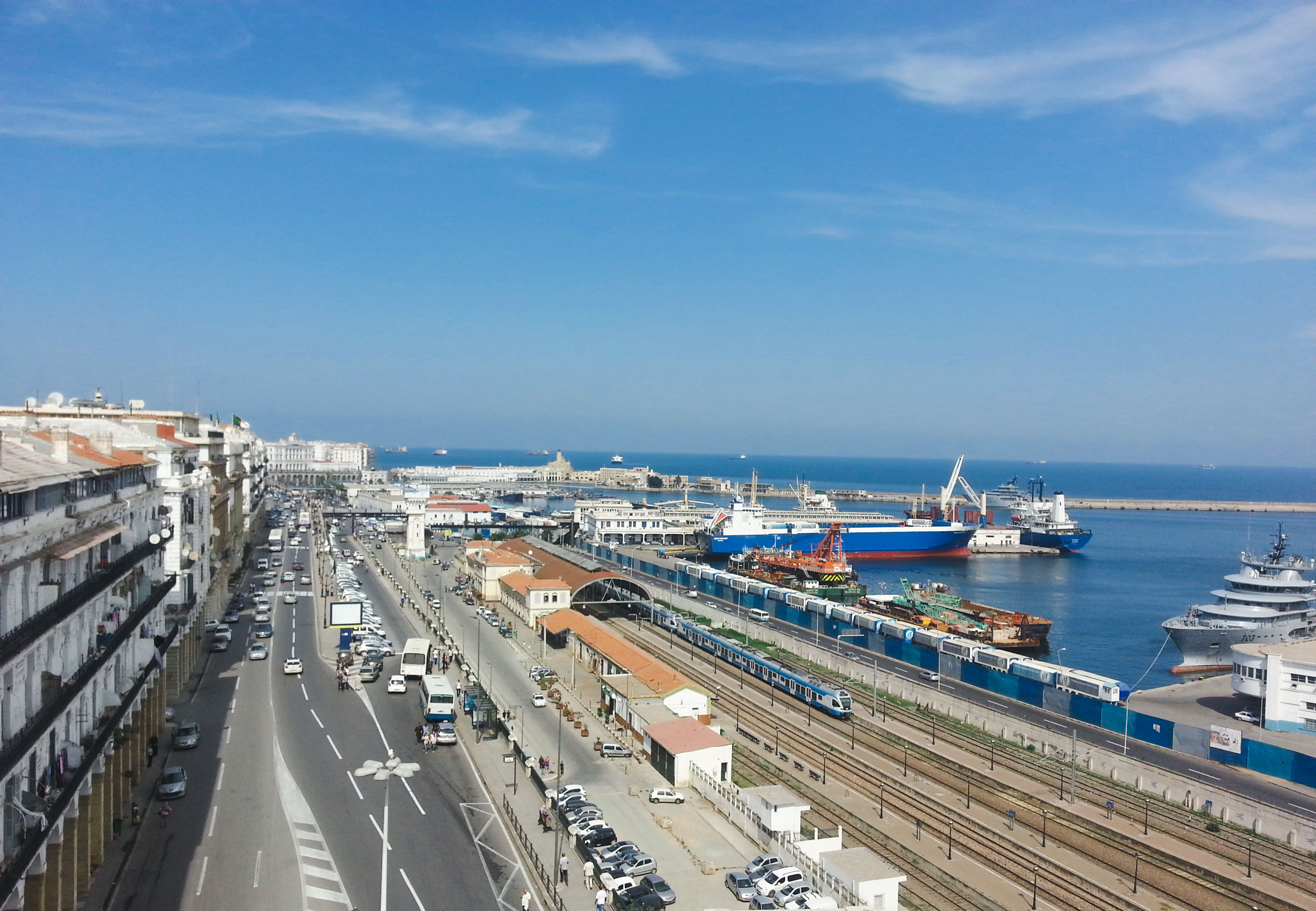
محطة قطار القصبة (2013م)
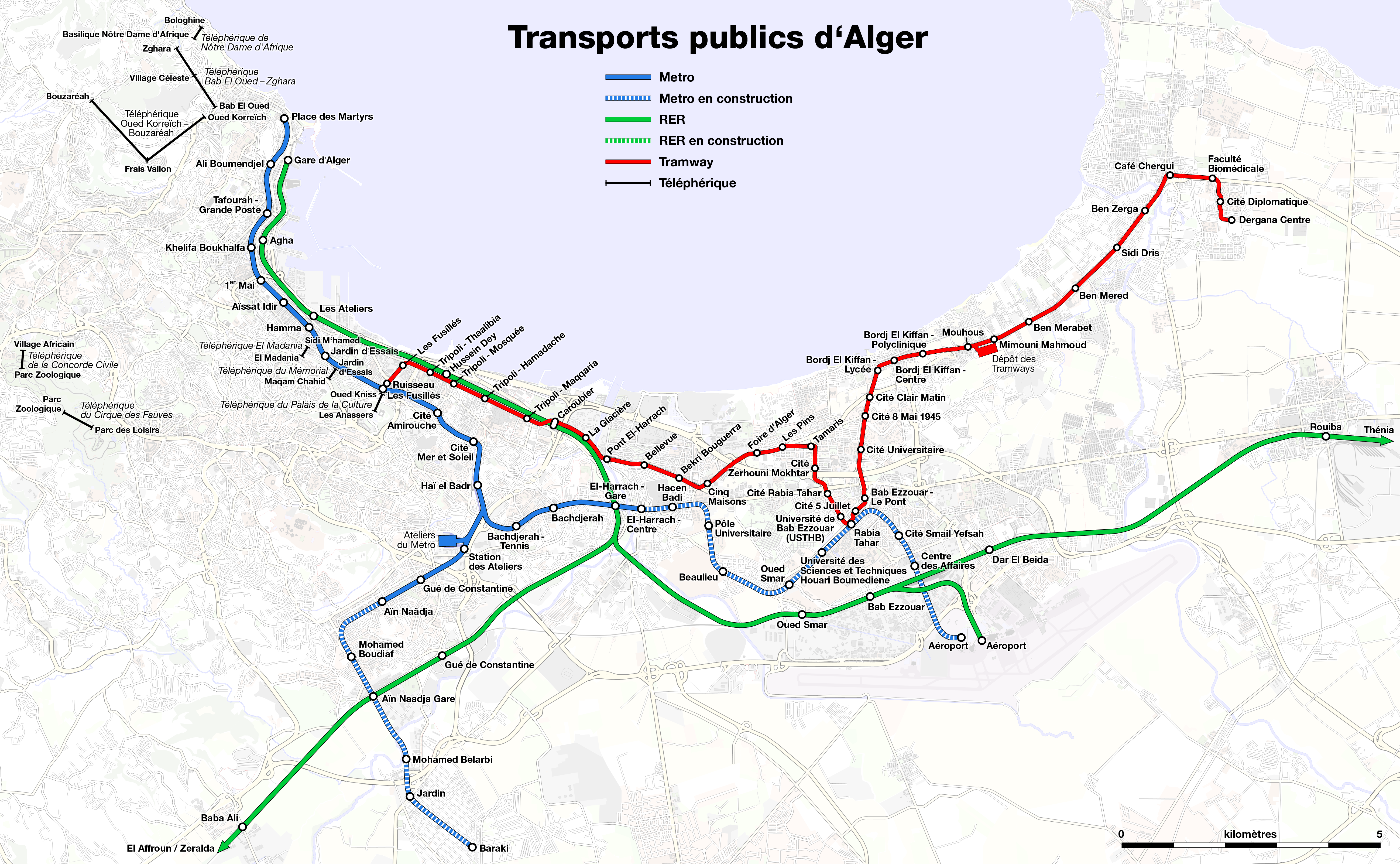
مترو الجزائر وترامواي الجزائر العاصمة
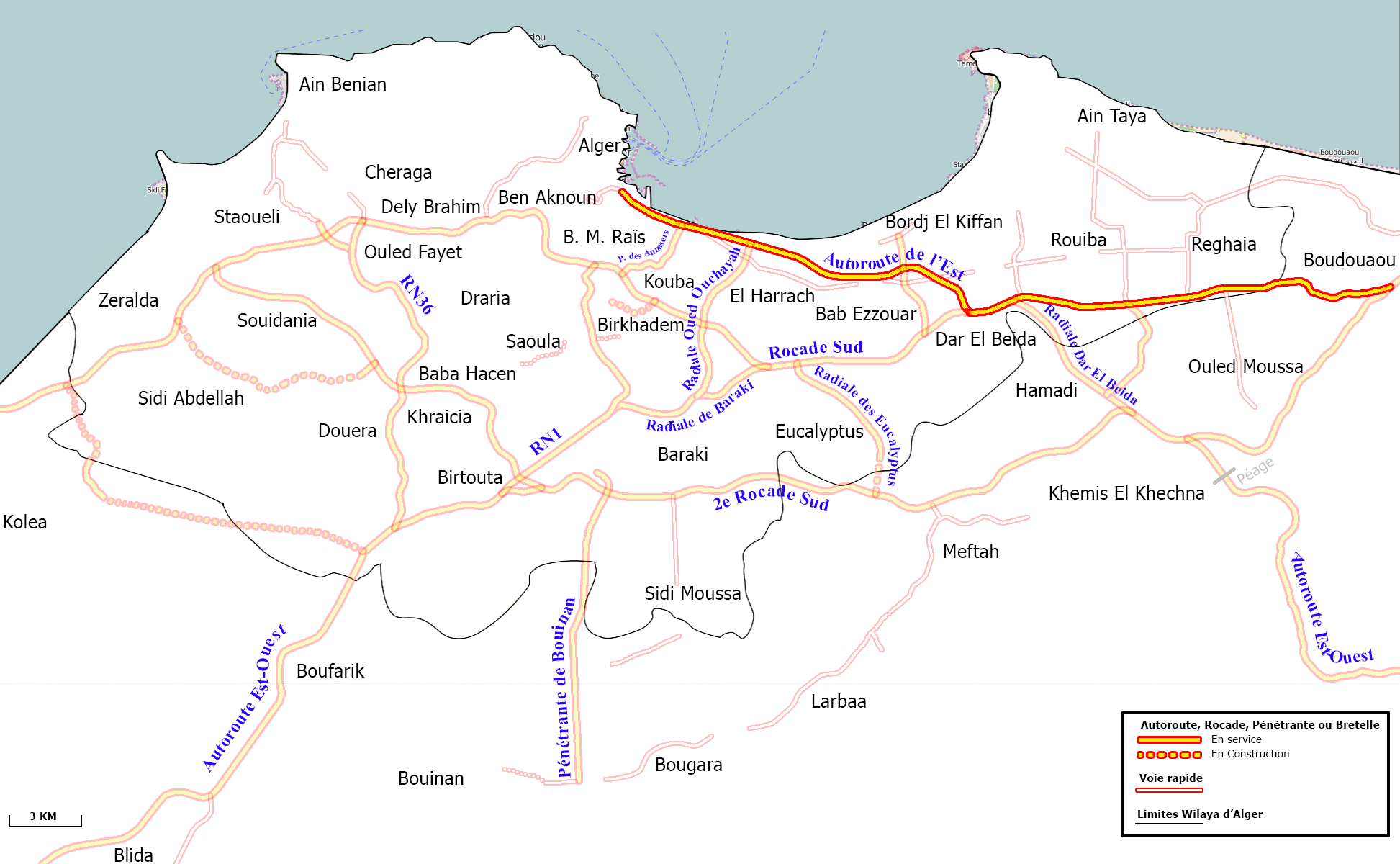
النقل في ولاية الجزائر
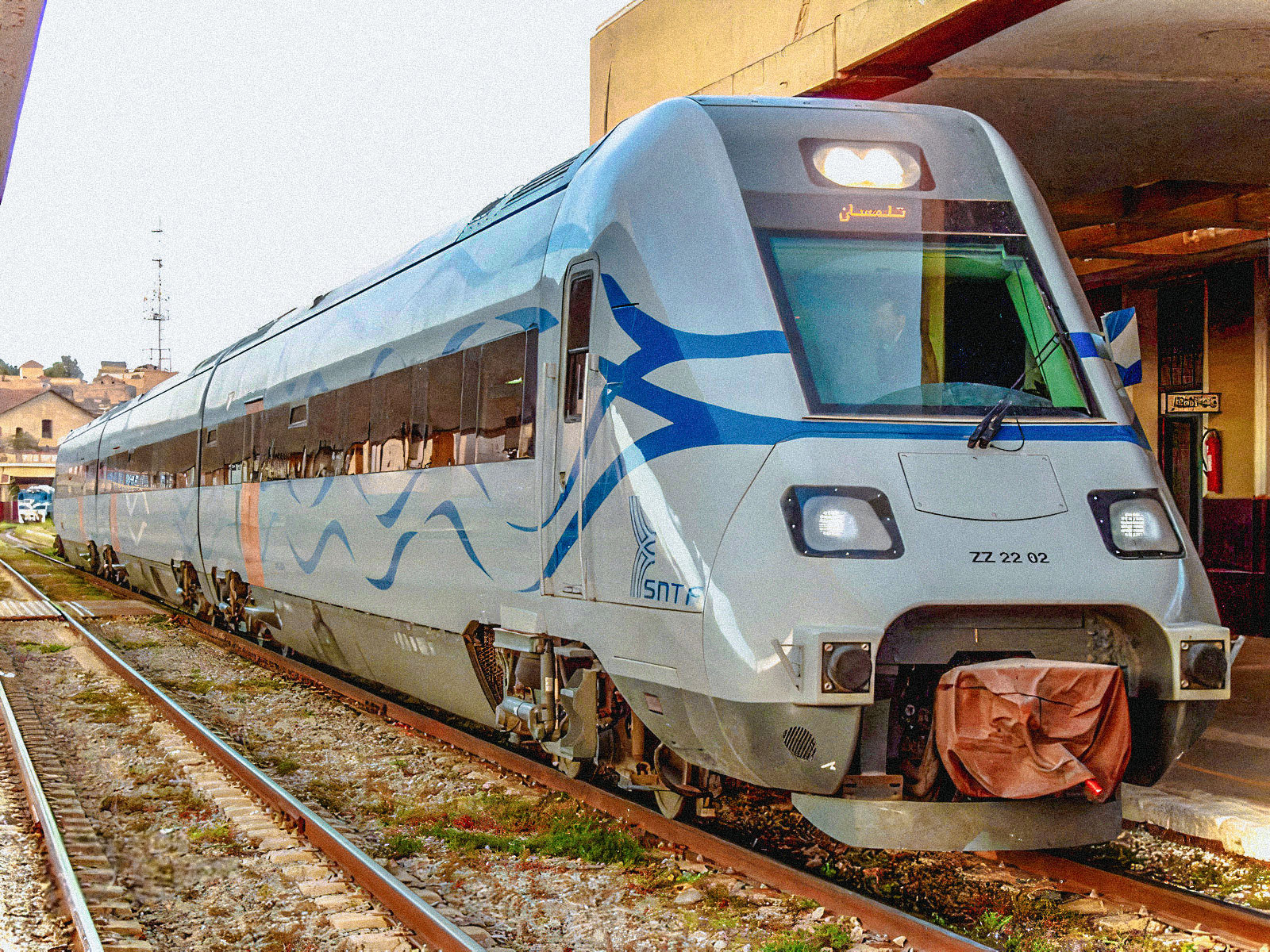
الشركة الوطنية للنقل بالسكك الحديدية
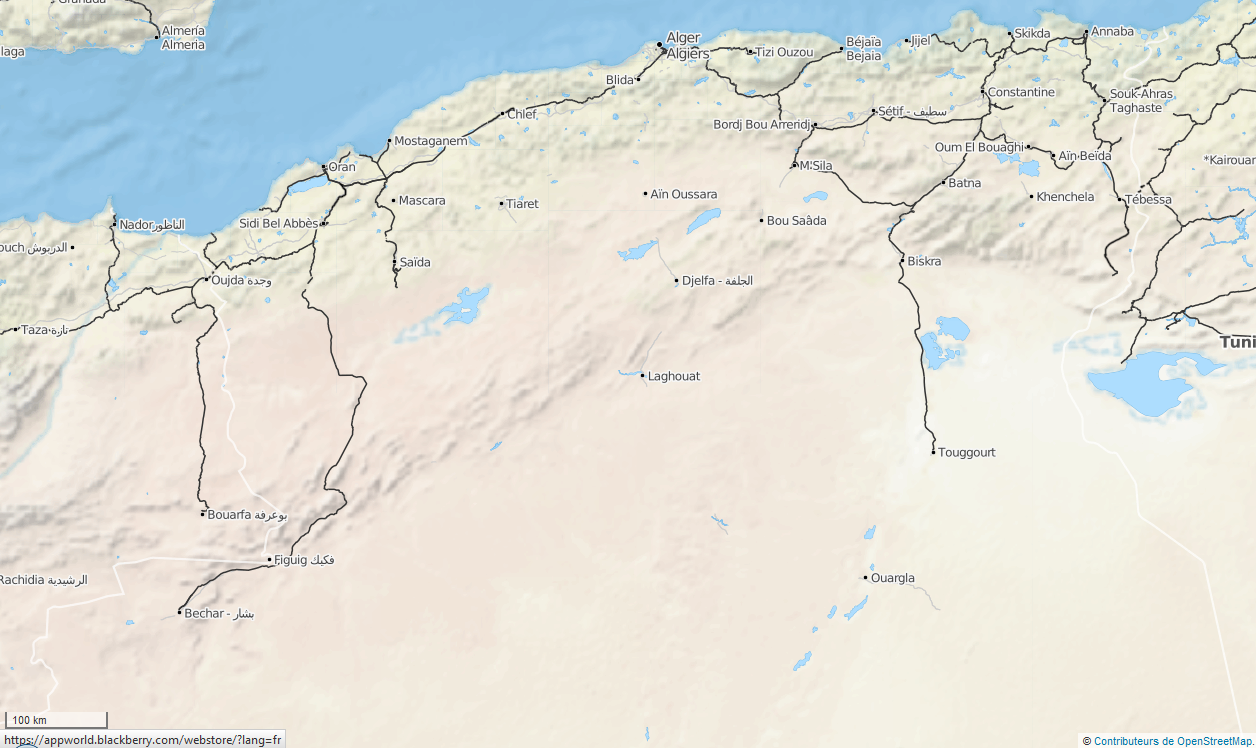
النقل بالسكة الحديدية في الجزائر

### مواضيع ذات صلة
- النقل في الجزائر
- النقل في ولاية الجزائر
- وزارة النقل الجزائرية
- النقل بالسكك الحديدية في الجزائر
- تاريخ السكك الحديدية الجزائرية
- الشركة الوطنية للنقل بالسكك الحديدية (ش.و.ن.س.ح) أو (sntf)
- محطات السكك الحديدية في الجزائر
- قائمة خطوط السكة الحديدية في الجزائر
- الوكالة الوطنية للدراسات والرقابة على الاستثمار في الصناعات الحديدية (anesrif)
- قائمة محطات القطار في الجزائر
- الطريق الوطني رقم 5
- الطريق الوطني رقم 11

### فيديوهات
- محطة قطار القصبة على يوتيوب

### وصلات خارجية
- الموقع الرسمي للشركة الوطنية للنقل بالسكك الحديدية